# Estación de Kanazawa

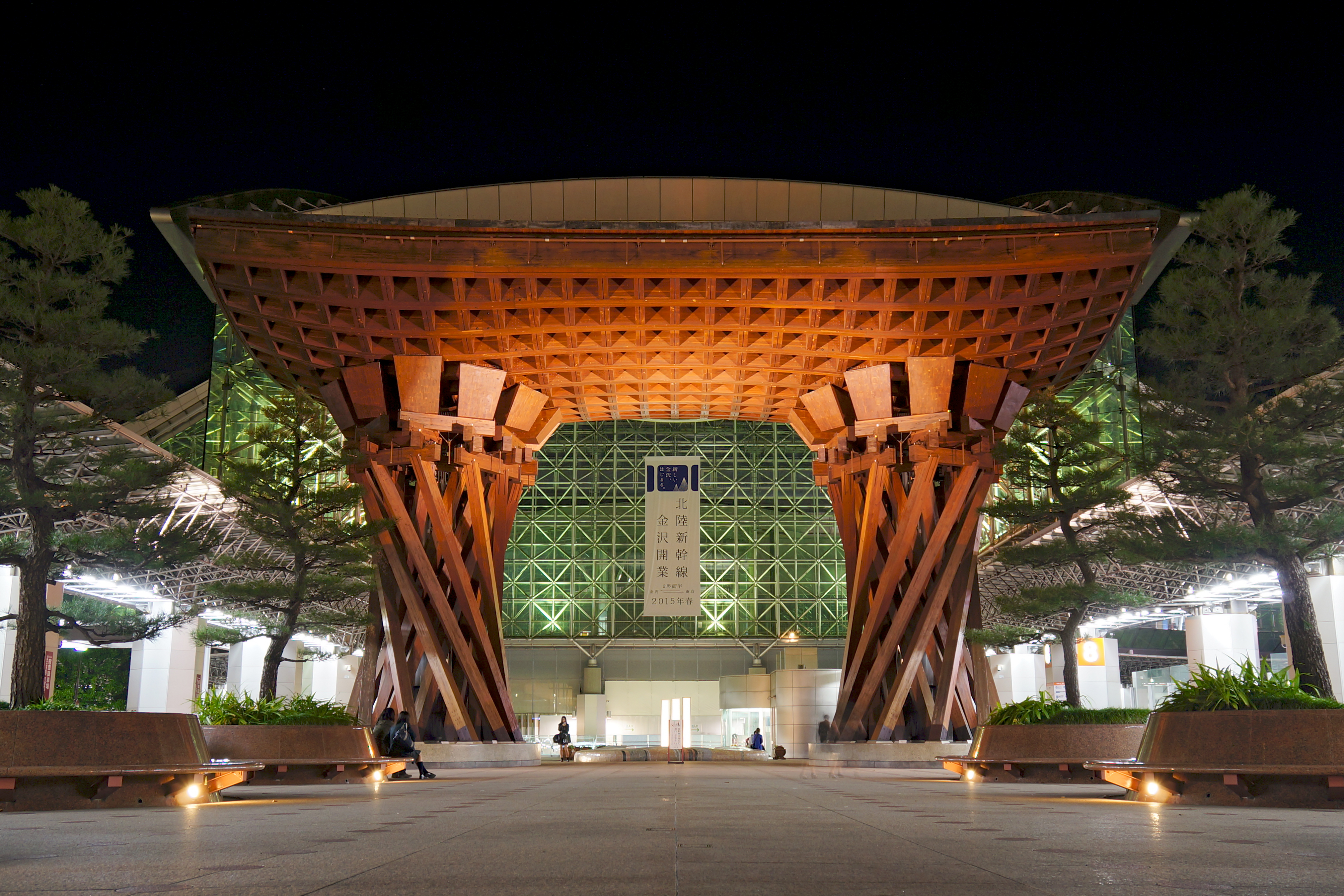
Entrada estilo torii a la estación.

La estación Kanazawa (金沢駅 Kanazawa-eki?) es la estación de ferrocarriles de la Japan Railways oeste de la ciudad de Kanazawa, en la japonesa Prefectura de Ishikawa. Forma parte de la línea de Hokuriku.
La estación Kanazawa fue inaugurada el 1 de abril del fatídico año 1898

## Líneas
- JR Oeste
  - Línea base Hokuriku

## Estaciones
| Predecesor: Higashi-Kanazawa | Línea base Hokuriku - | Sucesor: Nishi-Kanazawa |

- Datos: Q1136378
- Multimedia: Kanazawa Station / Q1136378